# Jacob Lofland
Jacob Seth Lofland (Briggsville, 30 juli 1996) is een Amerikaans acteur. Hij speelde in diverse films en series, waaronder Little Accidents, Maze Runner: The Scorch Trials en Justified.

## Filmografie

### Film
- 2012: Mud, als Neckbone
- 2014: Little Accidents, als Owen Briggs
- 2015: Maze Runner: The Scorch Trials, als Aris
- 2016: Free State of Jones, als Daniel
- 2017: Go North, als Josh
- 2018: Maze Runner: The Death Cure, als Aris
- 2021: 12 Mighty Orphans, als Snoggs
- 2021: A House on the Bayou, als Isaac
- 2024: Joker: Folie à Deux, als Ricky Meline

### Televisie
- 2014: Justified, als Kendal Crowe
- 2015: Texas Rising, als Colby Pitt
- 2017-2019: The Son, als jonge Eli McCullough
- 2024-heden: Landman, als Cooper Norris